# Aysha taim
Aysha taim là một loài nhện trong họ Anyphaenidae.
Loài này thuộc chi Aysha. Aysha taim được Antonio D. Brescovit miêu tả năm 1992.